# Chaîne thermale du Soleil
La Chaîne thermale du Soleil est la première chaîne française d'établissements thermaux. 
La Chaîne thermale du Soleil qui regroupe aujourd’hui des établissements situés dans une vingtaine de villes d’eau, est présente dans de nombreuses régions françaises. 
Molitg-les-Bains dans le Roussillon fut la première station, créée au lendemain de la Seconde Guerre mondiale par Adrien Barthélémy. La chaîne accueille chaque année dans ses vingt établissements thermaux des dizaines de milliers de patients, assurés sociaux. Au XXIe siècle, la direction et la présidence du groupe revient au chef Michel Guérard, et à son épouse. Celle-ci est l'héritière historique du groupe, dont la direction est transmise ensuite à leurs enfants.

## Historique

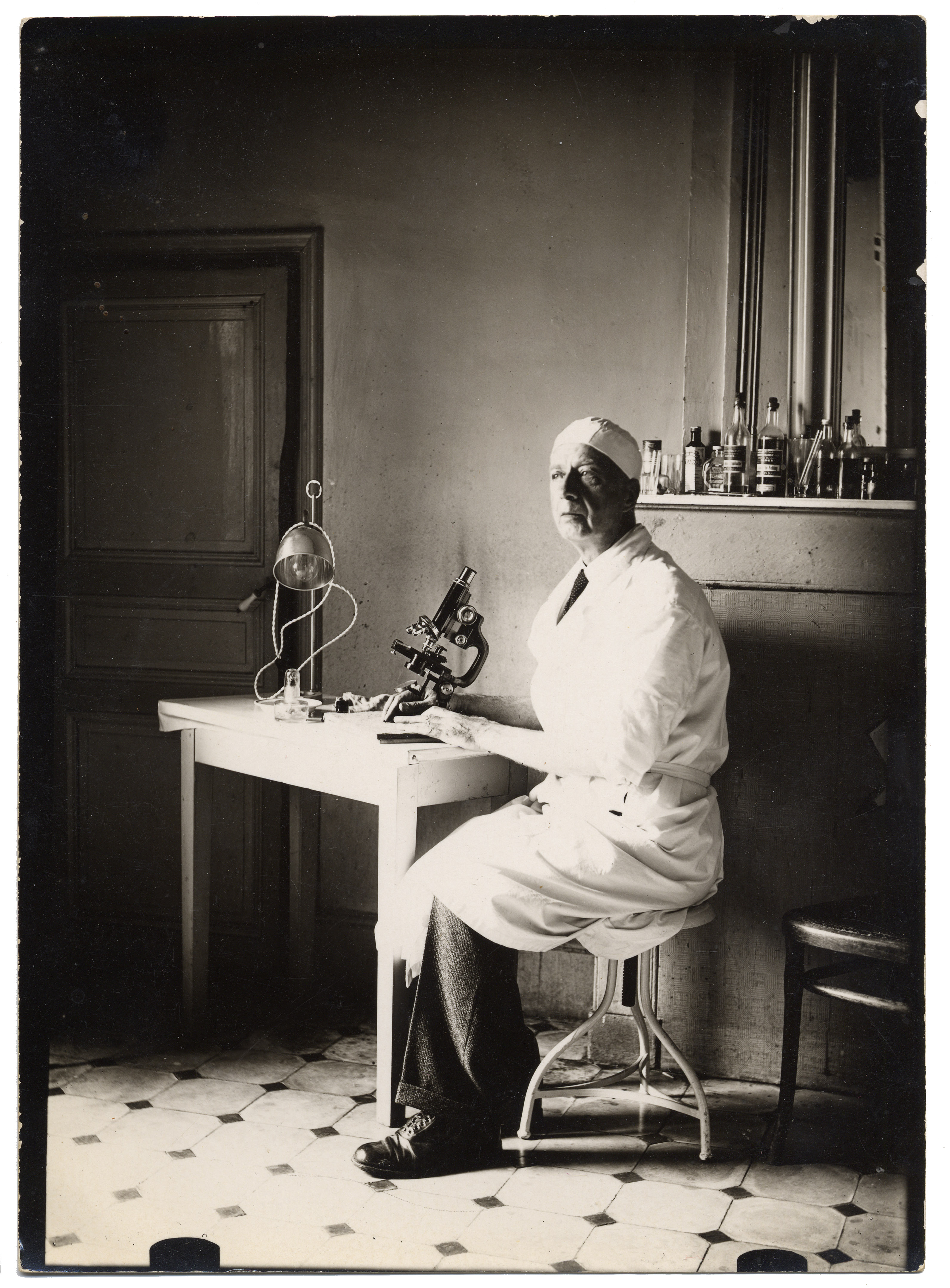
Jos Jullien dans son laboratoire. Son travail sur le plancton thermal de Molitg-les-Bains, mené en collaboration avec Adrien Barthélémy, est à l'origine de la marque Biotherm et de la renommée de la station thermale.

La notion d'établissement thermal est ancienne, et avait prospéré au XIXe siècle en France, puis semblait être passée de mode. 
Par hasard, en 1946, Adrien Barthélémy tombe sous le charme de Molitg-les-Bains, une petite cité des Pyrénées-Orientales, au nord de Prades. Le boulanger lui vante les vertus de l’eau de Molitg.
Adrien Barthélémy comprend le potentiel du thermalisme, achète la station de Molitg-les-Bains et participe activement à la reconnaissance des cures thermales en tant que thérapeutique à part entière par la Sécurité sociale. Il collabore avec le médecin ardéchois Jos Jullien, un hydrobiologiste reconnu, qui a longtemps travaillé sur les eaux des sources d'Aix-les-Bains en Savoie. Celui-ci étudie attentivement, à l'aide de techniques modernes, la composition des eaux de Molitg-les-Bains. Jos Jullien démontre qu’il existe dans ces eaux des éléments, comme les minéraux, les vitamines et de façon plus inattendue le plancton, qui peuvent jouer un rôle préventif et curatif important contre les dermatoses. Ce travail est à l'origine de la naissance de la gamme de cosmétiques Biotherm,, et contribue à faire connaître les vertus médicales des eaux de Molitg-les-Bains. 
Adrien Barthélémy fait de Molitg, le berceau de la Compagnie française de thermalisme, qui devient par la suite la Chaîne thermale du Soleil.
Adrien Barthelemy, parfois surnommé « l'empereur Adrien », ne s'arrête pas à cette première implantation, en effet, et multiplie les établissements durant les Trente Glorieuses. Les stations de Bains-les-Bains, Bourbon-l'Archambault, Le Mont-Dore, Luxeuil-les-Bains, Saint-Amand-les-Eaux, Saint-Honoré-les-Bains, Barbotan-les-Thermes, Cambo-les-Bains, Cransac, Eugénie-les-Bains, Jonzac, Préchacq-les-Bains, Amélie-les-Bains-Palalda, Gréoux-les-Bains, Challes-les-Eaux, La Preste-les-Bains, Lamalou-les-Bains, Le Boulou, Molitg-les-Bains, Saint-Laurent-les-Bains sont incorporées au fil des années dans la Chaîne thermale du Soleil. En 1980, Adrien Barthelemy fonde le syndicat autonome du thermalisme français. En 1986, il est nommé conseiller auprès de l'Organisation mondiale du thermalisme.
Mais cette rapide croissance est marquée aussi à la fin des années 1980 et début 1990 par des problèmes d'hygiène et de sécurité dans certains établissements, avec notamment un grave incendie à Barbotan-les-Thermes. Dans la deuxième partie des années 1990, la thalassothérapie se développe au détriment du thermalisme, qui pâtit alors d'une image plus vieillotte,.
En 2001, Christine Barthelemy, fille d'Adrien, lui succède, et prend la direction du groupe avec son mari, le cuisinier Michel Guérard. Durant les décennies suivantes, le couple transmet progressivement cette direction à leurs filles,.
En février 2023, la Chaîne thermale du Soleil ferme sa station de Challes-les-Eaux. Sur l'année 2023, la chaîne comptait 20 stations thermales pour un chiffre d'affaires de 150 millions d'euros et une fréquentation de 156 000 curistes.

## Site internet
- « Chaîne Thermale du Soleil - Cures thermales conventionnées », sur chainethermale.fr (consulté le 23 octobre 2020)